# Barzanò
Barzanò is een gemeente in de Italiaanse provincie Lecco (regio Lombardije) en telt 4898 inwoners (31-12-2004). De oppervlakte bedraagt 3,6 km², de bevolkingsdichtheid is 1361 inwoners per km².
De volgende frazioni maken deel uit van de gemeente: Torricella, San Feriolo, 
Dagò, Villanova.

## Demografie
Barzanò telt ongeveer 1873 huishoudens. Het aantal inwoners steeg in de periode 1991-2001 met 6,3% volgens cijfers uit de tienjaarlijkse volkstellingen van ISTAT.
| Jaar | Inwoneraantal |
| ---- | ------------- |
| 1991 | 4548          |
| 2001 | 4836          |

## Geografie
De gemeente ligt op ongeveer 370 m boven zeeniveau.
Barzanò grenst aan de volgende gemeenten: Barzago, Cassago Brianza, Cremella, Monticello Brianza, Sirtori, Viganò.